# Zenkevitchiola brevirostris
Zenkevitchiola brevirostris är en djurart som tillhör fylumet skedmaskar, och som beskrevs av Murina G.V.V. 1978. Zenkevitchiola brevirostris ingår i släktet Zenkevitchiola och familjen Bonelliidae. Inga underarter finns listade i Catalogue of Life.